# These Days Tour
Il These Days Tour è stato un tour musicale del gruppo rock statunitense dei Bon Jovi, intrapreso durante il 1995 e il 1996 per promuovere il sesto album in studio della band, These Days. Da questo tour, che ha toccato 35 paesi diversi, è stato tratto il DVD Live from London, filmato il 25 giugno 1995 al Wembley Stadium di Londra. Proprio il week-end di Wembley entra nella storia di questo stadio, con 216.000 persone presenti (72.000 per serata), record che in precedenza apparteneva solo ai Rolling Stones e non è mai stato più eguagliato da nessun altro.

## I Bon Jovi
- Jon Bon Jovi - voce, chitarra
- Richie Sambora - chitarra, cori
- David Bryan - tastiere, cori
- Tico Torres - batteria

## Musicisti aggiuntivi
- Hugh McDonald - basso, cori

## Date

### Leg 1: Asia
- 26.04.1995  India - Andheri Stadium, Bombay
- 28.04.1995  Taiwan - Football Stadium, Taipei
- 30.04.1995  Filippine - Araneta Coliseum, Manila
- 02.05.1995  Thailandia - Army Stadium, Bangkok
- 04.05.1995  Malaysia - Shahlaam Stadium, Kuala Lumpur
- 06.05.1995  Indonesia - Ancol Stadium, Giacarta
- 08.05.1995  Singapore - Singapore Indoor Stadium, Singapore
- 10.05.1995  Corea del Sud - Olympic Stadium, Seul
- 13.05.1995  Giappone - Fukuoka Dome, Fukuoka
- 16.05.1995  Giappone - Hankyu Nishinomiya Stadium, Osaka
- 19.05.1995  Giappone - Tokyo Dome, Tokyo

### Leg 2: Europa
- 23.05.1995  Italia - Parco Aquatica, Milano
- 26.05.1995  Germania - Weserstadion, Brema
- 27.05.1995  Germania - Weserstadion, Brema
- 28.05.1995  Paesi Bassi - Goffertpark, Nimega
- 30.05.1995  Germania - Georg-Melches-Stadion, Essen
- 01.06.1995  Germania - Sportforum, Chemnitz
- 03.06.1995  Germania - Rock am Ring, Nürburgring, Nürburg
- 04.06.1995  Germania - Rock im Park, Olympiastadion, Monaco di Baviera
- 06.06.1995  Germania - Waldbühne, Berlino
- 07.06.1995  Germania - Waldbühne, Berlino
- 10.06.1995  Svizzera - St. Jakob-Park, Basilea
- 11.06.1995  Austria - Österreichring, Zeltweg
- 13.06.1995  Spagna - Estadio Olímpico de Montjuïc, Barcellona
- 15.06.1995  Portogallo - Estádio José Alvalade, Lisbona
- 17.06.1995  Belgio - Werchter Festivalweide, Roteslaar
- 18.06.1995  Germania - Black Forest Airport, Lahr
- 21.06.1995  Galles - Cardiff Arms Park, Cardiff
- 23.06.1995  Inghilterra - Wembley Stadium, Londra
- 24.06.1995  Inghilterra - Wembley Stadium, Londra
- 25.06.1995  Inghilterra - Wembley Stadium, Londra
- 27.06.1995  Inghilterra - Gateshead International Stadium, Gateshead
- 28.06.1995  Inghilterra - Don Valley Stadium, Sheffield
- 30.06.1995  Francia - Hippodrome de Longchamp, Parigi (apertura per i Rolling Stones)
- 01.07.1995  Francia - Hippodrome de Longchamp, Parigi (apertura per i Rolling Stones)
- 02.07.1995  Irlanda - RDS, Dublino
- 04.07.1995  Svezia - Naval Museum, Stoccolma
- 06.07.1995  Paesi Bassi - Feijenoord Stadion, Rotterdam
- 07.07.1995  Danimarca - Midtfyn's Festival, Odense
- 08.07.1995  Finlandia - Ruis Rock Festival, Turku
- 09.07.1995  Rep. Ceca - Strahov Stadium, Praga

### Leg 3: Nord America
- 21.07.1995  Stati Uniti - Jones Beach, Long Island, NY
- 22.07.1995  Stati Uniti - Jones Beach, Long Island, NY
- 23.07.1995  Stati Uniti - Jones Beach, Long Island, NY
- 25.07.1995  Stati Uniti - Blockbuster-Sony Music Entertainment Centre, Camden, NJ
- 27.07.1995  Stati Uniti - Starlake Amphitheater, Pittsburgh, PA
- 30.07.1995  Stati Uniti - Great Woods Center for the Performing Arts, Mansfield, MA
- 01.08.1995  Stati Uniti - Saratoga Performing Arts Center, Saratoga Springs, NY
- 02.08.1995  Canada - Montréal Forum, Montréal, QC
- 03.08.1995  Canada - Montréal Forum, Montréal, QC
- 04.08.1995  Canada - Avalon Music, St. John's, NL
- 05.08.1995  Canada - Sports Complex, Niagara Falls, ON
- 07.08.1995  Canada - Citadel Hill, Halifax, NS
- 09.08.1995  Stati Uniti - Merriweather Post Pavilion, Columbia, MD
- 11.08.1995  Stati Uniti - Marcus Amphitheater, Milwaukee, WI
- 12.08.1995  Stati Uniti - World Music Theater, Tinley Park, IL
- 15.08.1995  Stati Uniti - Target Center, Minneapolis, MN
- 16.08.1995  Stati Uniti - Sandstone Amphitheater, Kansas City, KS
- 18.08.1995  Stati Uniti - Red Rocks Amphitheatre, Denver, CO
- 20.08.1995  Stati Uniti - Wolf Mountain, Park City, UT
- 23.08.1995  Stati Uniti - Riverport Amphitheatre, Saint Louis, MO
- 24.08.1995  Stati Uniti - Deer Creek Music Center, Indianapolis, IN
- 26.08.1995  Stati Uniti - Pine Knob Music Theatre, Detroit, MI
- 27.08.1995  Stati Uniti - Riverbend Music Center, Cincinnati, OH
- 29.08.1995  Stati Uniti - Montage Mountain, Wilkes-Barre, PA
- 30.08.1995  Stati Uniti - Blossom Music Center, Cuyahoga Falls, OH
- 01.09.1995  Stati Uniti - State Fair, Syracuse, NY
- 03.09.1995  Canada - Molson Amphitheatre, Toronto, ON
- 04.09.1995  Stati Uniti - Meadows Music Theater, Hartford, CT
- 09.09.1995  Stati Uniti - Miami Arena, Miami, FL
- 10.09.1995  Stati Uniti - USF Sun Dome, Tampa, FL
- 12.09.1995  Stati Uniti - UTC Arena, Charlotte, NC
- 13.09.1995  Stati Uniti - UTC Arena, Charlotte, NC
- 15.09.1995  Stati Uniti - Walnut Creek Amphitheatre, Raleigh, NC
- 16.09.1995  Stati Uniti - Lakewood Amphitheatre, Atlanta, GA
- 19.09.1995  Stati Uniti - Blockbuster, Chattanooga, TN
- 20.09.1995  Stati Uniti - Starwood Amphitheatre, Nashville, TN
- 23.09.1995  Stati Uniti - Woodlands, Houston, TX
- 24.09.1995  Stati Uniti - Starplex Amphitheatre, Dallas, TX
- 26.09.1995  Stati Uniti - Desert Sky Pavilion, Phoenix, AZ
- 29.09.1995  Stati Uniti - Great Western Forum, Los Angeles, CA
- 30.09.1995  Stati Uniti - Concord Pavilion, Concord, CA
- 01.10.1995  Stati Uniti - Shoreline Amphitheatre, Mountain View, CA
- 03.10.1995  Canada - General Motors Place, Vancouver, BC
- 04.10.1995  Canada - Northlands Coliseum, Edmonton, AB
- 05.10.1995  Canada - Credit Union Centre, Saskatoon, SK
- 07.10.1995  Canada - Winnipeg Arena, Winnipeg, MB

### Leg 4: Messico, Sud America, Oceania e Sudafrica
- 22.10.1995  Messico - Palacio de los Deportes, Città del Messico
- 24.10.1995  Venezuela - Stadium, Caracas
- 26.10.1995  Brasile - Praça da Apoteose, Rio de Janeiro
- 27.10.1995  Brasile - Estádio do Ibirapuera, San Paolo
- 28.10.1995  Brasile - Pedreira Paulo Leminski, Curitiba
- 31.10.1995  Ecuador - Estadio Olímpico Atahualpa, Quito
- 02.11.1995  Colombia - Estadio El Campín, Bogotá
- 04.11.1995  Argentina - Estadio Monumental Antonio Vespucio Liberti, Buenos Aires
- 08.11.1995  Nuova Zelanda - Supertop, Auckland
- 10.11.1995  Australia - Olympic Park, Melbourne
- 11.11.1995  Australia - Olympic Park, Melbourne
- 12.11.1995  Australia - Adelaide Street Circuit, Adelaide
- 14.11.1995  Australia - Burswood Dome, Perth
- 17.11.1995  Australia - ANZ Stadium, Brisbane
- 18.11.1995  Australia - Eastern Creek Raceway, Sydney
- 28.11.1995  Sudafrica - Green Point Stadium, Città del Capo
- 01.12.1995  Sudafrica - Athletics Stadium, Johannesburg
- 03.12.1995  Sudafrica - Kings Park Stadium, Durban

### Leg 5: Giappone ed Europa
- 14.05.1996  Giappone - Fukuoka Dome, Fukuoka
- 16.05.1996  Giappone - Hankyu Nishinomiya Stadium, Osaka
- 18.05.1996  Giappone - Yokohama Stadium, Yokohama
- 19.05.1996  Giappone - Yokohama Stadium, Yokohama
- 20.05.1996  Giappone - Yokohama Stadium, Yokohama
- 01.06.1996  Spagna - Estadio Vicente Calderón, Madrid
- 04.06.1996  Spagna - Estadio Municipal El Molinón, Gijón
- 05.06.1996  Spagna - Estadio El Sadar, Pamplona
- 08.06.1996  Paesi Bassi - Megaland, Landgraaf
- 09.06.1996  Paesi Bassi - Het Rutbeek, Enschede
- 11.06.1996  Lussemburgo - Bettembourg, Lussemburgo
- 13.06.1996  Germania - Steigerwaldstadion, Erfurt
- 15.06.1996  Germania - Niedersachsenstadion, Hannover
- 16.06.1996  Germania - Canstatter Wasen, Stoccarda
- 18.06.1996  Ungheria - Student Island, Budapest
- 20.06.1996  Austria - Vienna International Airport, Vienna
- 21.06.1996  Austria - Linz Airport, Linz
- 23.06.1996  Svizzera - Letzigrund Stadion, Zurigo
- 28.06.1996  Germania - Müngersdorfer Stadion, Colonia
- 29.06.1996  Germania - Müngersdorfer Stadion, Colonia
- 30.06.1996  Germania - Waldstadion, Francoforte
- 02.07.1996  Belgio - Hippodrome Wellington, Ostenda
- 03.07.1996  Francia - Le Bercy, Parigi
- 06.07.1996  Inghilterra - National Bowl, Milton Keynes
- 07.07.1996  Inghilterra - National Bowl, Milton Keynes
- 09.07.1996  Inghilterra - Maine Road, Manchester
- 11.07.1996  Scozia - Ibrox Stadium, Glasgow
- 13.07.1996  Irlanda - RDS, Dublino
- 14.07.1996  Germania - Volkswagen Festival, Wolfsburg
- 16.07.1996  Germania - Franken-Stadion, Norimberga
- 19.07.1996  Finlandia - Olympic Stadium, Helsinki